# Erebia melancholica
Erebia melancholica is een vlinder uit de onderfamilie Satyrinae van de familie Nymphalidae. De wetenschappelijke naam van de soort is voor het eerst geldig gepubliceerd in 1850 door Gottlieb August Wilhelm Herrich-Schäffer.